# Свистовка (Ровеньский район)
Свистовка — село в Ровеньском районе Белгородской области России. Административный центр Свистовского сельского поселения.

## География
Село расположено в юго-восточной части Белгородской области, на левобережье реки Айдара, в 14,8 км к северо-северо-востоку по прямой от Ровенёк, районного центра.

## История
Поселение возникло в 1921 году. 
С июля 1928 года хутор Свистовка в Айдарском сельсовете Ровеньского района. 
В 1929 году переселенцы хутора Семёновка Ольховатского района Воронежской области организовали на конфискованной у помещика земле возле Свистовки коммуну «Новый хлебороб». В коммуну вступили и крестьяне Свистовки. 
В 1930 году в хуторе прошли чистки кулаков, в которых из-за спускаемых сверху нормативов пострадали в том числе середняки и бедняки. 
В 1933 году хутор значительно пострадал от голода, умерли десятки человек. 
В конце 1950-х годов хутор Свистовка в составе большого Ржевского сельсовета того же Ровеньского района. В том же сельсовете Свистовка оставалась и в последующие годы, в 1960-е получила административный ранг села. 
В 1997 году Свистовка в Ровеньском районе — центр Свистовского сельского округа из 4 населённых пунктов: Кучугуры, собственно Свистовка, Ясены-Первые и Ясены-Вторые. 
В 2010 г. село Свистовка — центр Свистовского сельского поселения (2 села и хутор) Ровеньского района.

## Инфраструктура
В начале 1990-х годов Свистовка оставалась центром колхоза «1 Мая» (в 1992 году 317 колхозников), занятого растениеводством и животноводством.
По состоянию на 1995 год в Свистовке — АОЗТ «Нива», фермерское хозяйство «Рубин», медпункт, Дом культуры, средняя школа. В 1999 году в Свистовке — снова колхоз «1 Мая».

## Население
На 1 января 1932 года на хуторе Свистовке переписано 39 хуторян.
По данным переписей населения в селе Свистовке на 17 января 1979 года — 552 жителя, на 12 января 1989 года — 690 (330 мужчин, 360 женщин), на 1 января 1994 года — 222 хозяйства и 717 жителей.
В 1997 году в Свистовке учтено 212 дворов, 713 жителей; в 1999 году — 696 жителей, в 2001 году — 692.
| 2002 | 2010 |
| ---- | ---- |
| 640  | ↘582 |

## Интересные факты
Строительство школы в Свистовке начали еще в 1989 году, но «реформы» заморозили стройку, возобновилось строительство лишь через 10 лет, и в 1999-м в селе поднялось красивое трехэтажное здание с актовым и спортивным залами, рассчитанное на 400 учащихся. Заниматься же начало не более 180 детей.